# 饥五
饥五（?—?），汉朝羌人当煎部落首领。
汉安帝永宁元年（120年）六月，当煎部落首领饥五等人，因护羌校尉马贤的部队集中在张掖郡，便乘虚而入，攻打金城（今甘肃省兰州市）。马贤率军由张掖返回追击到塞外，斩杀数千人后班师。与饥五同族的当煎部落首领忍良等一千余户单独居住在允街，摇摆不定。建光元年（121年）春，护羌校尉马贤斩杀当煎部落两千余人，忍良等逃亡出塞。